# Thrugotsønnerne
Thrugotsønnerne var en magtfuld jysk stormandsslægt, som i det 12. århundrede kæmpede med Hvideslægten om kongemagten i Danmark.
Slægtens hovedmand Svend Thrugotsen kendes også som Truedsen, Thorgunnasen eller Trundsen.

## Medlemmer af slægten
- Ærkebiskop Asser af Lund (søn af Svend Thrugotsen)
- Ærkebiskop Eskil af Lund (nevø til bisp Asser)
- Asser, domprovst i Lund (nevø til Eskil)
- Svend Aggesen (nevø til Eskil)
- Dronning Bodil (søster til Svend Thrugotsen, g.m. Erik Ejegod)